# Степанов, Михаил Иосифович
Михаил Иосифович Степанов (15 сентября 1912, Москва — 24 июня 1950, Москва) — советский игрок в хоккей с мячом и с шайбой, вратарь, арбитр. Мастер спорта СССР (1949).

## Биография
Играл в хоккей с мячом с 1930 года в младшей команде завода им. М. В. Фрунзе, в 1932—1934 годах — в основной команде. В 1934—1936 годах выступал за «Крылья Советов», участник единственного предвоенного чемпионата страны 1936 года, однако в матчах чемпионата на поле не выходил. С 1937 года играл за московское «Динамо», неоднократный обладатель Кубка СССР (1937, 1938, 1940, 1941), чемпион и обладатель Кубка Москвы. В 1937—1941 годах выступал за сборную Москвы. Был одним из лучших вратарей страны.
С 1946 года также выступал за «Динамо» в хоккее с шайбой. Победитель первого чемпионата СССР (1946/47), третий призёр чемпионата (1947/48, 1948/49). В чемпионатах страны сыграл 11 матчей.
Также был хоккейным арбитром, имел республиканскую категорию. После окончания игровой карьеры в течение полутора лет тренировал команду одного из заводов Москвы.
Скончался в Москве 24 июня 1950 года на 38-м году жизни.